# Ведякова, Анастасия Константиновна
Анастасия Константиновна Ведякова (род. 1991, Железнодорожный) — российский музыкант, скрипач, дирижёр, композитор, актриса и художник. Солистка Смоленской филармонии. Номинант премии Грэмми 2025. Член Союза композиторов России. Выпускница ЦМШ при МГК им. П. И. Чайковского и МГК им. П. И. Чайковского. Лауреат и дипломант международных конкурсов как скрипачка, композитор и дирижёр, член жюри международных конкурсов, член Международной Гильдии дирижёров, член Российского авторского общества (с 2016), Московского музыкального общества (с 2018), The Boston New Music Initiative (с 2018), International Society of Jazz Arrangers & Composers (с 2018), BMI, ISSA (первая Член-женщина из России), The Indie Collaborative (первый музыкант-Член из России), Академии звукозаписи, Международной ассоциации музыки и медицины,  Федерации вокальных педагогов, Союза русских художников, эксперт-консультант Комиссии по культуре Общественной палаты городского округа Балашиха. Первая в России и СНГ награждена Медалью Э.Элгара (Великобритания).

## Биография
Скрипкой стала заниматься с 4-х лет. В 6 лет на III Московском конкурсе юных музыкантов награждена дипломом «Самый юный участник». В 1998 году поступила в Центральную московскую школу при МГК имени П. И. Чайковского (ЦМШ) в класс Народного артиста СССР, профессора Эдуарда Грача. С 2003 года — ученица Народного артиста России, профессора Виктора Пикайзена. С 2007 года — ученица Эдуарда Грача. В 2009 году с отличием закончила ЦМШ при МГК им. Чайковского. В 2009 году, сдав вступительные экзамены, первым номером (по количеству баллов) зачислена в Московскую консерваторию им. Чайковского (МГК), класс профессора Эдуарда Грача. С 2009 года студентка в классе декана композиторского факультета, профессора Александра Коблякова (композиция). В 2014 успешно с отличием завершила обучение в МГК им. Чайковского, класс профессора Э. Грача. С 2014 — ассистент-стажёр МГК им. Чайковского (Оркестр современной музыки, руководитель — профессор Владимир Тарнопольский). В сентябре 2022 получила Дипломы курсов повышения квалификации как дирижёр (РАМ им. Гнесиных, г. Москва и Учебный центр, г. Санкт-Петербург). В 2023-2024 обучалась в Джульярдской школе музыки в классе Марка Шапиро (дирижирование). C 2024 года является стажёром Санкт-Петербургской Государственной консерватории имени Н. А. Римского-Корсакова в классе профессора, Заслуженного артиста РФ, заслуженного артиста республики Северная Осетия — Алания Леонида Корчмара, а также обучается на дирижёрском курсе Марканда Такара (США).
Стипендиат фонда «Новые имена» и фонда имени М. Ростроповича. Обладатель Именной стипендии имени Д. Ф. Ойстраха.
В 2012 году награждена Почётным сертификатом («Certificate of Merit») британского Общества Элгара. Награждена именной грамотой министра культуры РФ «За высокие профессиональные достижения в области искусства» (2013).
С 2017 года — солистка Липецкой филармонии . С 2018 года — солистка Смоленской филармонии.
За период обучения принимала участие в мастер-классах, получала творческие консультации и брала уроки у выдающихся музыкантов-скрипачей: И. Рисина (Германия), О. Крысы (США), З. Брона (Германия—Швейцария), Г. Жислина (Великобритания), Ж. Пуле (Франция), И. Калера (Россия—США), Б. Кушнира (Россия—Австрия), С. Стадлера, Рио Теракадо — барочная скрипка (Япония), по композиции получала рекомендации от С. Губайдулиной, по классу джазовой импровизации обучалась у Г.Файна, мастер-класс у джазовой органистки Роды Скотт (США).
Первый сольный концерт состоялся в 2000 году в Москве в Центральном Доме учёных. В январе 2000 года — Дипломант I Всероссийского конкурса «Новые имена». В июне 2000 года впервые стала Лауреатом I премии международного конкурса в Афинах (Греция). Первые зарубежные гастроли состоялись в 2001 году: Германия, Франция и Люксембург. Выступает в залах Московской Консерватории, Московского Международного Дома Музыки, «Москонцерте», «Зарядье», Санкт-Петербургской филармонии и других филармонических залах РФ. Концертировала (до 2014 года) в разных городах Беларуси, Казахстана, Германии, Италии, Франции, Австрии, Сербии, Сербской Республики, Чехии как скрипачка-солистка.
Выступала как солистка с оркестрами Московским Государственным Симфоническим Оркестром, оркестрами «Московия», «Времена года», Государственным джазовым оркестром имени Лундстрема (Дирижёр Заслуженный артист РФ Б.Фрумкин), оркестром СГИК (Заслуженный артист РФ В.Дрожников) и другими коллективами.
Концертный репертуар составляет более 700 произведений от эпохи барокко до XXI века.
Анастасия Ведякова проводит мастер-классы по струнно-смычковым инструментам (скрипка, альт), джазовой импровизации, камерному ансамблю, композиции.
Анастасия Ведякова выступала с музыкантами, такими как Игорь Бутман, Рэнди Брекер, Кельвин Икс-Джонс, Олег Аккуратов, Саймон Смит, Нино Баркалая, композиторами Сергеем Слонимским и Джей Риз (США), Тэйрен Бен-Абрахам, с 2010 года пропагандирует музыку Р. М. Глиэра
В качестве дирижёра принимала участие в мастер-классах по дирижированию Владимира Понькина, Сабрие Бекировой, Романа Белышева, Андрея Шлячкова, Виктора Худолея, Виктора Чистякова, Владимира Шкуровского, Николая Садикова, Льва Конторовича (Россия), Эдуардо Гарсия Барриоса (Мексика), Борха Кинтаса (Испания), Карло Рицци (Италия), ДжоАнн Фалетта, Себастиана Ланг-Лессинга, Джерри Блэкстоуна, Джона Аксельрода, Дональда Бринегара, Майкла Хэйткока, Майкла-Джо Шайбе, Жаклин Норманди, Бена Сполдинга, Джона Паскуале (США), Доминика Гриера, Тоби Пёрсера (Великобритания) и других.
Лауреат международных конкурсов в России, Европе и США как дирижёр.
В феврале 2022 года Анастасия Ведякова в дуэте с органисткой Анастасией Быковой исполнили Мировую премьеру произведения композитора-номинанта премии Грэмми (2022) Надима Мадждалани, которое он написал специально для их дуэта. Также в рамках этой программы состоялись шесть Российских премьер произведений таких композиторов как Данаэ Ксантэ Влас, Томас Нацциола, Джон Финбери, Шербан Никифор и Антуан Оберсон.
Первая исполнительница произведений Николая Тобиевича Манасевича
В 2024 году состоялись гастроли Анастасии Ведяковой с авторским проектом русской и отечественной музыки по городам России и в Азербайджане.
Основатель, солист и дирижёр ансамбля «Слонимский-гала», премьерное выступление которого состоялось в 2024 году на фестивале «Приношение Мастеру» в Московской консерватории.
Награждена Медалью «За заслуги в области наук и образования» (Франция).

## Профессиональная деятельность

### Автор и художественный руководитель
- «Elgar Chamber Music Festival»[5][26][27];
- «First Publication» (с 2015)[28];
- «Музыкально-историческая гостиная Романовых в Москве» (при поддержке РИСИ, с 2017)[29][30];
- «Музыкально-литературная гостиная Строгановых-Голицыных» (с 2013)
- «Лики времени» (с 2014)[31][32];
- «Зеркала эпохи» (с 2017[33]);
- «Культура России и Японии» (с 2017)[34][35][36][37];
- «Прикоснись к музыке»[38];
- «Перекрёстные мастер-классы» (с 2018)[37][39][40][41];
- «350 лет» (с 2019)[42][43][44][45];
- «Дуэты от Баха до XXI века»[46][47][48][49] и другие

### Член Жюри конкурсов
- Международный музыкальный конкурс имени С. Орлова (с 2018);
- Международный конкурс-фестиваль «Театральные ассамблеи» (с 2017);
- Международный конкурс-фестиваль «Созвездие талантов» (2018);
- LIT Talent Awards (c 2021):
- Всемирная Федерация онлайн музыкальных конкурсов;
- Западно-Канадская музыкальная премия;
- Член Жюри Международного конкурса в Чарльстоне;
- Fanny Mendelssohn Intenational Competition;
- Межрегиональный фестиваль-конкурс «Голоса эпох» - Председатель Жюри (2022, 2023)[50]
- Международный конкурс имени С.М.Слонимского (Санкт-Петербург, Волгоград, Москва) и другие   
Приглашённый Член Жюри конкурсов:
- Международный конкурс юных композиторов «Начало»;
- Международный конкурс исполнителей имени Р.Глиэра и другие

### Участник проектов как композитор
- В 2013 году единственная из России (и СНГ) была отобрана на международный композиторский форум «ORIENT/OCCIDENT 2013» на мастер-классы В.Сильвестрова и других выдающихся композиторов, где состоялась мировая премьера авторского сочинения «Мираж» для струнного квартета (в рамках «КиевМюзикФеста»), исполнители: ансамбль «Рикошет» Киевского отделения Союза композиторов;
- 25 января 2017 года в США состоялся релиз диска музыки современных молодых композиторов (проект «String Quartet Smackdown by Golden Hornet»), в состав которого вошла пьеса Анастасии Ведяковой «Мираж»;
- В апреле 2018 года — Мировая премьера произведения А. Ведяковой «Affection Saga» на фестивале современной музыки «Musica Aperta» в Швейцарии;
- Финалистка международного проекта для композиторов «Future Blend Project» (Великобритания). Мировая премьера произведения для арфы состоялась в январе 2019 года;
- Полуфиналист Национального открытого чемпионата в сфере творческих компетенций «ArtMasters» 2020 (номинация «Композитор-аранжировщик»)
- BNMI Workshop: New Music for Recorder (один из трёх выбранных композиторов и единственный — из России, 2022) и другие

### Участник международных конференций
- II Международная конференция «Музыка — Философия — Культура» (Москва, МГК им. Чайковского, 2014) с авторской статьёй «Заметки об искусстве и художнике»;
- Международная научная конференция к 70-летию Победы «XX век: музыка войны и мира» с докладом «1915 год в истории камерной скрипичной музыки: воплощение лирических и военных мотивов» (Москва, МГК им. Чайковского, 2015);
- Международная конференция «Культурно-образовательное пространство музыки современных композиторов» (Москва, МГК им. Чайковского, 2015). В рамках конференции:

1) доклад о музыке композиторов Азербайджана (У.Гаджибейли);
2) Мировая премьера «Каприччио» К.Ахмедова и Российская премьера «Воспоминания» Ф. Амирова;
- II Международная научно-практическая конференция «Эстрадно-джазовое искусство: история, теория, практика» (2019), выступление с докладом «Джаз и современная музыка в рамках программ специализированного академического музыкального образования среднего звена». Присутствовали видные деятели джазового искусства А. О. Кролл, В. А. Гроховский, И. А. Бриль, Е. В. Овчинников, профессора музыкальных ВУЗов РФ”;
- VI Международная научно-практическая конференция «Профессиональное музыкальное искусство России: традиции и новаторство» (2019);
- Международная междисциплинарная конференция «Философия искусственного интеллекта» (РАН,МГК) в секции «Эстетика ИИ» (2019);
- Всероссийская конференция «Валерий Гаврилин и его современники»;
- Международный Симпозиум «Bach At Dawn of 2020» о музыке И. С. Баха (Германия, Дрезден — единственный участник из России);
- Международная конференция «Российско-британский культурный диалог» (Россия, Москва — Великобритания, Престон);
- Международная онлайн конференция к 145-летию со дня рождения Рейнгольда Глиэра «Симфонизм и этнос в творчестве Рейнгольда Глиэра и музыкальное наследие композиторов Азербайджана XIX—XXI веков» (2020);
- Международная онлайн конференция в рамках Национального дня музыки Азербайджана (единственный участник из России, 2020);
- Международная онлайн конференция о женщинах в музыкальной культуре Чехии XIX века (единственный участник из России, 2020);
- Международная онлайн конференция «Рейнгольд Глиэр и его ученики: жизнь и творчество во время войны» (участник и модератор);
- Living Music Sammit (Boston New Music Initiative), с 2021;
- XXII международная научная конференция «Русские музыкальные архивы за рубежом. Зарубежные музыкальные архивы в России» (2022);
- Международная научная конференция «Губайдулинские чтения» (2023);
- Международная конференция «Станиславский и музыкальный театр» (2023);
- Четвертая научно-практическая конференция «Искусство игры на арфе. История и современность» (2023);
- «На рубеже веков: Новая музыка постсоветского пространства» (к 80-летию Фараджа Караева) (2023);
- Международная научная конференция «Николай Голованов и современные пути развития духовной музыки» (2024);
- Круглый стол, посвященный 150-летию со дня рождения Р. М. Глиэра (ГИИ, 2025)[51]
- и другие

### VIII Санкт-Петербургский форум
В 2019 году А. Ведякова приняла участие в VIII Санкт-Петербургском международном культурном форуме. В день открытия Форума 14 ноября состоялся Концерт в Соборе св. Петра на Невском Проспекте, посвященный Году музыки Великобритании. В нём принимали участие: известный британский скрипач Саймон Смит (Royal College of Music, Guildhal School of Music and Theater, Royal Birmingham Conservatoire) и Лауреаты международных конкурсов, единственные в России и СНГ награждены Certificate of Merit британского Общества сэра Эдварда Уильяма Элгара, Солистка Смоленской Филармонии Анастасия Ведякова (скрипка) и Доцент Санкт-Петербургской Консерватории имени Н. А. Римского-Корсакова Михаил Мищенко (орган). Впервые в истории Санкт-Петербурга в один вечер прозвучали более 10 произведений Эдварда Элгара. Концерт вела Анастасия Ведякова на двух языках — русском и английском.

### Публикации в изданиях
- «Профессиональное музыкальное искусство в контексте мировой культуры», 2019, ISBN 978-5-88293-422-3
- «Валерий Гаврилин и его современники», 2019, ISBN 978-5-87851-862-8, ISBN 978-5-907083-71-4 и другие

### Лауреат конкурсов как дирижёр
- Международный конкурс дирижёров оркестров «Симфония» – Гран-при (2022); Международный музыкальный конкурс в Сан-Ремо (Италия), номинация «Искусство дирижирования» – Лауреат I премии (2023);
- Международный музыкальный конкурс «Austrian Motives» (Австрия) - Лауреат I премии в номинации «Дирижирование» (2023);
- I Международная премия достижений талантливой молодёжи в области культуры и искусства «Исполнители года» – Лауреат I степени (дирижирование) и Специальный приз «За высокий уровень исполнительского мастерства» (2022-2023);
- Международный конкурс «King's Peak International Music Competition» (США), номинация «Conductor's Award» – Лауреат I премии (2023);
- IV Международный конкурс «Музыкальный мир», номинация «Дирижирование» – Гран-при и Диплом «За оригинальное исполнение» (2023);
- Международный конкурс «Галактика талантов» в номинации «Лучший дирижёр года» – Гран-при (2022, 2023);
- Международный конкурс «Music Universe» (Казахстан) – Лауреат I премии в номинации «Оркестровое дирижирование» (2023);
- Международный конкурс «Привилегия», Гран-при в номинации «Дирижирование» (2023); Международный музыкальный конкурс «Браво» - Гран-при, номинация «Инструментальное исполнительство (дирижирование)» (2023);
- VII Международный конкурс CA Cantabile - Лауреат I премии в номинации «Дирижирование» (2023, Азербайджан);
- Международный конкурс «Привилегия», Гран-при в номинации «Дирижирование» (2023); III Международный конкурс «Instrumental Sensation» – Лауреат I премии в номинации «Дирижирование» (2023);
- V Международный конкурс «Золотой Олимп» (МагГК им. М. И. Глинки) – Лауреат I степени в номинации «Дирижирование оркестром» (2023);
- IV Международный конкурс инструментального творчества «Петербургская сюита» - I премия в номинации «Дирижёрское искусство» (2022);
- Международный музыкальный конкурс «Компас» – I премия в номинации «Камерный оркестр (дирижирование)» (2022);
- Международный конкурс «Новые имена» – I премия в номинации «Инструментальное исполнительство (дирижирование)» (2023);
- Международный конкурс «New Vision - Music » – II премия в номинации «Дирижирование» (2023); II Международный конкурс «Мир музыки» - I премия в номинации «Инструментальный жанр» (дирижирование оркестром) (2023);
- III Международный конкурс-фестиваль «Synergy Music» - Лауреат I степени в номинации «Дирижирование» (2023);
- Международный конкурс «КИТ» – II премия в номинации «Дирижирование» (2023);
- 2 сезон Международного музыкального конкурса «Winter Music Contest» - I премия в номинации «Дирижёр» (2023);
- II Международный конкурс «Stars of Arts» (Германия) — Лауреат I премии в номинации «Дирижирование» (2023);
- Международный конкурс «Caneres» (Австрия, Вена) – III премия в номинации «Дирижирование» (2023);
- Международный конкурс «Viva-Music All World» – Лауреат II премии, номинация «Дирижирование» (2023);
- Международный конкурс «Шаг на сцену» - Лауреат III премии (2023);
- Международный конкурс «New Time Music » - I премия в номинации «Дирижирование» (2023)
- «World's Best Musicians» – II премия в номинации «Дирижирование» (Польша, 2024);
- «Kingdom Art Stars» – I премия в номинации «Дирижирование» (Великобритания, 2025);
- «Brahms International Online Music Competition» – II премия в номинации «Дирижирование» (2025)[52]

### Лауреат конкурсов как вокалист
- London Classical Music Competition (Великобритания, 2022) - Лауреат IV степени;
- VoicePremium 2023 (Беларусь) - Лауреат III степени;
- III Международный конкурс вокального искусства и исполнительского мастерства "Наш голос" (2023) - Лауреат I степени;
- Международный конкурс "Золотой Орфей" (Россия, 2023) - Лауреат I степени;
- Всероссийский вокальный конкурс "Голос России" (2023) - Лауреат II степени;
- I международный конкурс "Deutschland Music GrandPrix" (Германия-Казахстан, 2023) - Лауреат I степени;
- Всероссийский конкурс-фестиваль "Чистый звук" (2023) - Лауреат I степени;
- I Международный конкурс молодых исполнителей "Открытие" (Россия, 2023) - Лауреат I степени;
- V международный конкурс "Браво" (Россия, 2023) - Лауреат I степени;
- Всероссийский конкурс вокального искусства "Голос года"  (2024) - Лауреат I степени;
- Всероссийский вокальный конкурс "Звёзды вокала" (2024) - Лауреат I степени;
- Международный конкурс "Vocal City" (Франция, 2024) - Лауреат II степени;
- Международный конкурс-фестиваль "На Олимпе" (2024) - Лауреат I степени;
- II Всероссийский патриотический конкурс "Моя Россия" (2024) - Лауреат I степени;
- Международный конкурс "Songs of the World" (2024) - Лауреат I степени;
- Международный конкурс исполнительского мастерства "Вдохновение" (г.Санкт-Петербург, 2024) - Лауреат I степени;
- Всероссийский вокальный конкурс "Голос России" (2024) - Лауреат I степени;
- VoicePremium 2025 (Беларусь)  - Лауреат II степени

### Лауреат и дипломант в номинации «камерный ансамбль»
- Международный конкурс «Композитор XXI века» (Россия, номинация «камерный ансамбль», 2014);
- IV Международный конкурс им. Т. Гайдамович (Магнитогорск, 2015);
- VII Международный конкурс имени Й. Иоахима (Веймар, Германия, 2016) и другие.

### Лауреат и дипломант в номинациях «композиция» и «импровизация»
- Конкурс фортепианной импровизации МГК им. Чайковского (2010 — II премия, 2012 -III премия);
- III Международный конкурс молодых композиторов Н.Мясковского (Москва, МГК им. Чайковского, 2014);
- Международный конкурс композиторов в Булонь-Бийанкур (Франция, 2014).
- Победитель Международного конкурса композиторов на сочинение обязательного произведения для VI Международного конкурса исполнителей на духовых инструментах в номинации «тромбон-тенор» (Москва, сентябрь 2014). Премьера конкурсной пьесы — в Большом зале МГК им. Чайковского;
- II Международный конкурс «Композитор XXI века» (октябрь 2014) в номинации «Композиция(очно)»;
- В рамках XV Международного органного фестиваля — Мировая премьера пьесы «3D» для органа соло (Малый зал МГК им. Чайковского);
- VI Международный конкурс композиторов на лучшее сочинение для органа;
- Номинант национальной премии «На благо мира» (2020);
- Международный композиторский конкурс-фестиваль «Чайковский-наследие» (2015);
- Победитель за «Лучшую инструментальную композицию» The Akademia Music Awards (2020);
- Победитель и номинант ISSA Awards (2020, 2021, 2022);
- Обладатель The Akademia Music Rising Star Awards (2021);
- Josie Music Awards 2021 - Музыкант года (2021);
- The Akademia Music Awards – Rising Star Award (2021, 2022, 2023);
- The Akademia Music Awards – Outstanding Legacy Award (2022);
- One Earth Awards – 5 Золотых и 1 Серебряная награды (2022, 2024);
- Международный конкурс VoicePremium (2023 — эстрадный вокал, 2025 — авторская песня);
- Clouzine International Music Awards (2021, 2022);
- Rome Music Video Awards (2022);
- Munich Music Video Awards (2022);
- International Music Video Awards (2022);
- Detroit Music Awards (2022);
- Red Carpet Music Awards (2022, 2023);
- Euro Music Video Song Awards (2022);
- International Sound Feature Awards (2022);
- W.A.M. Awards (2022);
- FPCM Awards (Нидерланды);
- TIFF Festival and Contest;
- Grammy® Awards и другие.

### Участник международных фестивалей
- С 2009 по 2013 участник ежегодного фестиваля «Москва — город мира» (гала-концерты в Светлановском зале Международного дома музыки);
- Участник фестивалей ансамбля «Студия новой музыки» (2014—2017);
- Фестиваль к 85-летию со дня рождения Дж. Крама — российская премьера Струнного квартета Джея Риза (США), исполнитель — «Ryabushinsky’s Ensemble» (А.Ведякова — художественный руководитель и 1 скрипка);
- Фестиваль Союза композиторов «Пять вечеров»;
- Всероссийский фестиваль имени М. И. Глинки и другие

### Исполнители музыки Анастасии Ведяковой
- Оркестр «Времена года», дирижёр — Заслуженный артист России Владислав Булахов (Россия)
- Зак Коллинз (доцент факультета тубы и юфониума в Indiana University of Pennsylvania, США)
- Владимир Королевский (победитель международных конкурсов, солист Волгоградской государственной филармонии, орган, Россия)
- Николаус Сингания (победитель международных конкурсов, преподаватель в Berndorf School, Австрия)
- Яна Иванилова (Заслуженная артистка России, солистка МГАФ, Россия)
- Айдана Карашева (лауреат международных конкурсов, арфа, Казахстан)
- Ансамбль солистов «Студия новой музыки» (Россия)
- Ансамбль «Friction Quartet» (США)
- Future Classical Ensemble (Великобритания);
- Ансамбль современной музыки «Рикошет» (Украина)
- Эрика Синклер (Великобритания)
- Ансамбль «Diversitas» (Швейцария)
- Московский камерный хор «Эхос-неос» (Россия) и другие

## Награды
- 2024 — Медаль «За заслуги в области наук и образования» (Франция);
- 2023—2024 — Лонг-лист Грэмми, категории «Лучшее классическое инструментальное соло», «Лучшее глобальное музыкальное исполнение/песня», «Лучший детский альбом», «Лучшая христианская песня»;
- 2022—2023 — Лонг-лист Грэмми, категории «Лучшее инструментальное соло», «Лучший нью-эйдж альбом», «Лучшее альтернативное исполнение», «Лучшая христианская песня», «Лучшее камерно-ансамблевое исполнение» и другие;
- I Международная премия достижений талантливой молодёжи в области культуры и искусства «Исполнители года» — Лауреат I степени;
- 2021—2022 — Лонг-лист Грэмми, категории «Лучшее инструментальное соло», «Лучшее современное классическое произведение», «Лучший детский альбом», «Лучший современный инструментальный альбом»
- 2019 — The Elgar Medal[53] (единственный обладатель в России и ближнем зарубежье)
- 2018 — Грамота Московской областной Думы
- 2015 — Номинант на Премию Губернатора Московской области «Наше Подмосковье» как руководитель Ансамбля солистов «Ryabushinsky’s Ensemble» и автор Музыкально-патриотического проекта (номинация «Больше, чем профессия»)
- 2013 — Грамота Министра культуры РФ
- 2012 — The Сertificate of Merit of the Elgar Society[англ.]
- 2010—2012 — Именная стипендия имени Д. Ф. Ойстраха Фонда М. Л. Ростроповича
- Благодарностью Института философии Российской Академии Наук;
- Благодарственными письмами Государственного Музея музыкальной культуры Азербайджана;
- Почётной грамотой Международного благотворительного фонда «Дягилевъ-центр»;
- Почётной грамотой фонда композитора Романа Майорова;
- Благодарственными письмами Государственного музыкального училища имени М. И. Глинки;
- Благодарственной грамотой Московской областной Думы;
- Благодарственным письмом Совета депутатов г.о. Балашиха;
- Благодарностью Главы администрации Воловского муниципального района (2015, 2020);
- Благодарственным письмом Дирекции Объединённого института ядерных исследований;
- Благодарственными письмами Администрации Государственного Колледжа Искусств имени Т. Н.Хренникова;
- Почётными грамотами Общественной палаты г.о. Балашиха;
- Благодарственным письмом Московского дворянского собрания и другими организациями